# Bioluminescens
Bioluminescens eller biologisk lys er produktionen og udsendelsen af lys af en levende organisme. Bioluminescens er en naturlig forekommende form af kemiluminescens, hvor der frigøres energi ved en kemisk reaktion i form af lysudsendelse. Ildfluer, tudsefisk og andre skabninger producerer luciferin (et pigment) og luciferase (et enzym). 
Luciferin reagerer med oxygen hvorved lys skabes. Luciferase fungerer som en katalysator til at øge den kemiske reaktionshastighed. Den kemiske reaktion kan ske enten indeni eller udenfor cellen.
Bioluminescens sker i havlevende hvirveldyr og hvirvelløse dyr, såvel som mikroorganismer og landdyr. Symbiotiske organismer båret inden i større organismer er også kendt for at bioluminescere.

## Karakteristikker
Bioluminescens er en form for luminescens og fænomenet skal ikke forveksles med fluorescens, fosforescens eller refraktion af lys.
90% af dybhavslivet formodes at producere bioluminescens i en eller anden form. Det meste marine bioluminescens er blåligt og grønligt muligvis fordi disse bølgelængder dæmpes mindre af havvand. Men visse Malacosteus fisk udsender rødlig og infrarød lys og slægten Tomopteris udsender gul bioluminescens.
Ikke-havorganisme bioluminescens er mindre udbredt, men en større varietet af farver findes. De to kendteste landforms bioluminescens er ildfluer og Phengodidae-larverne. Andre insekter, insektlarver, ledorme, spindlere og selv visse svampearter besidder bioluminescens egenskaber.
Nogle former af bioluminescens er lysere (eller eksisterer kun) om natten.

### Foreslåede anvendelser af gensplejset bioluminescens
Nogle foreslåede anvendelser af gensplejset bioluminescens omfatter:
- Glødende træer til at oplyse landeveje for at minske elforbruget
- Juletræer som ikke behøver lys
- Landbrugsafgrøder og stueplanter som lyser når de behøver vanding
- Nye metoder til at opdage bakteriel forurening af kød og andre madvarer
- Nye kæledyr som bioluminescerer (kaniner, mus, fisk osv.)

## Bioluminescente organismer
Herunder er en liste af organismer som er blevet set med synlig bioluminescens.

### Landlevende organismer
Dyr:
- visse leddyr
  - ildfluer
  - Smældere
  - Phengodida – deres larver
    - Phrixothrix- larver

  - visse Mycetophilidae fluer
  - visse Skolopendere
  - visse Tusindben
- Et landlevende bløddyr (en tropisk land snegl)
  - Quantula striata
- Leddyr

Svampe:
- visse svampes frugtlegemer (se Foxfire)
  - Jack O'Lantern frugtlegeme (Omphalotus olearius)
  - ghost fungus (Omphalotus nidiformis)
  - Armillaria-svampe
  - Panellus stipticus
  - adskillige arter af huesvampe

### Fisk
- tudsefisk
- Cigarhaj
- Lygtefisk (Anomalopidae)
- Saccopharyngiformes – slags ål?
- Myctophidae – lanternefisk?
- Sternoptychinae
- Porichthys
- Monocentridae
- Chauliodus

### Havbløddyr
- mange nældecelledyr
  - Søfjer
  - koraller
  - Aequorea victoria
- visse Ctenophora
- visse Echinodermata (f.eks. Ophiurida)
- visse krebsdyr
  - Ostracoda
  - copepod
  - krill
- visse Chaetognatha
- visse bløddyr
  - visse muslinger
  - visse Nøgensnegle
  - Hinea brasiliana[7]
  - De ottearmede blæksprutter
    - Bolitaenidae

  - ordenen Teuthida
    - Kolosblæksprutte
    - Mastigoteuthidae
    - Sepiolidae
    - Watasenia scintillans
    - Vampyroteuthis infernalis

### Mikroorganismer
- Dinoflagellater
- Vibrionaceae (f.eks. Vibrio fischeri, Vibrio harveyi, Vibrio phosphoreum)
- Medlemmer af havbakterie familien Shewanellaceae, Shewanella hanedai og Shewanella woodyi
- Svampe – 71 arter er bioluminescente[8] inklusiv arter af Armillaria, Omphalotus, Mycena, Gerronema, Pleurotus.